# Norah O'Donnell
Norah Morahan O'Donnell, född 23 januari 1974 i Washington, D.C., är en amerikansk journalist som är nyhetsankare på vardagar för CBS Evening News och korrespondent för 60 Minutes.

## Biografi
O'Donnell föddes i Washington, D.C. till föräldrar av uteslutande irländsk härstamning. Pappan var läkare som tjänstgjorde i USA:s armé, vilket innebar att familjen flyttade flera gånger under uppväxten, bland annat till Sydkorea, Västtyskland och San Antonio i Texas. Hon tog 1995 en bachelorexamen från Georgetown University med filosofi som huvudämne, följt 2003 av en masterexamen från samma lärosäte med huvudämnet liberal arts.
O'Donnell började arbeta på tidningen Roll Call som bevakar USA:s kongress. 1999 gick hon över till NBC News och MSNBC där hon under 12 år var såväl reporter, kommentator i The Today Show samt som vikarierande programledare. Vid tiden kring 11 september-attackerna var hon redaktionens korrespondent i Pentagon och följde USA:s försvarsminister Donald Rumsfeld på dennes resor till Afghanistan och fler andra länder. Från 2005 var O'Donnell MSNBC:s korrespondent i Vita huset.
2011 gick O'Donnell över till CBS och fortsatte som den nyhetsredaktionens Vita huset-korrespondent under ytterligare ett år. Från 2011 och 2013 har O'Donnell varit korrespondent för Face The Nation respektive 60 Minutes. Hon var en av flera programledare för morgonprogrammet CBS This Morning från september 2012 fram till maj 2019. O'Donnell utsågs under 2019 till huvudankare och redaktör på vardagar för CBS Evening News. Under 2017 gick ut hon ut med att hon haft en botbar variant av malignt melanom i ett tidigt stadium.